# St. Sixtus (Stierhöfstetten)

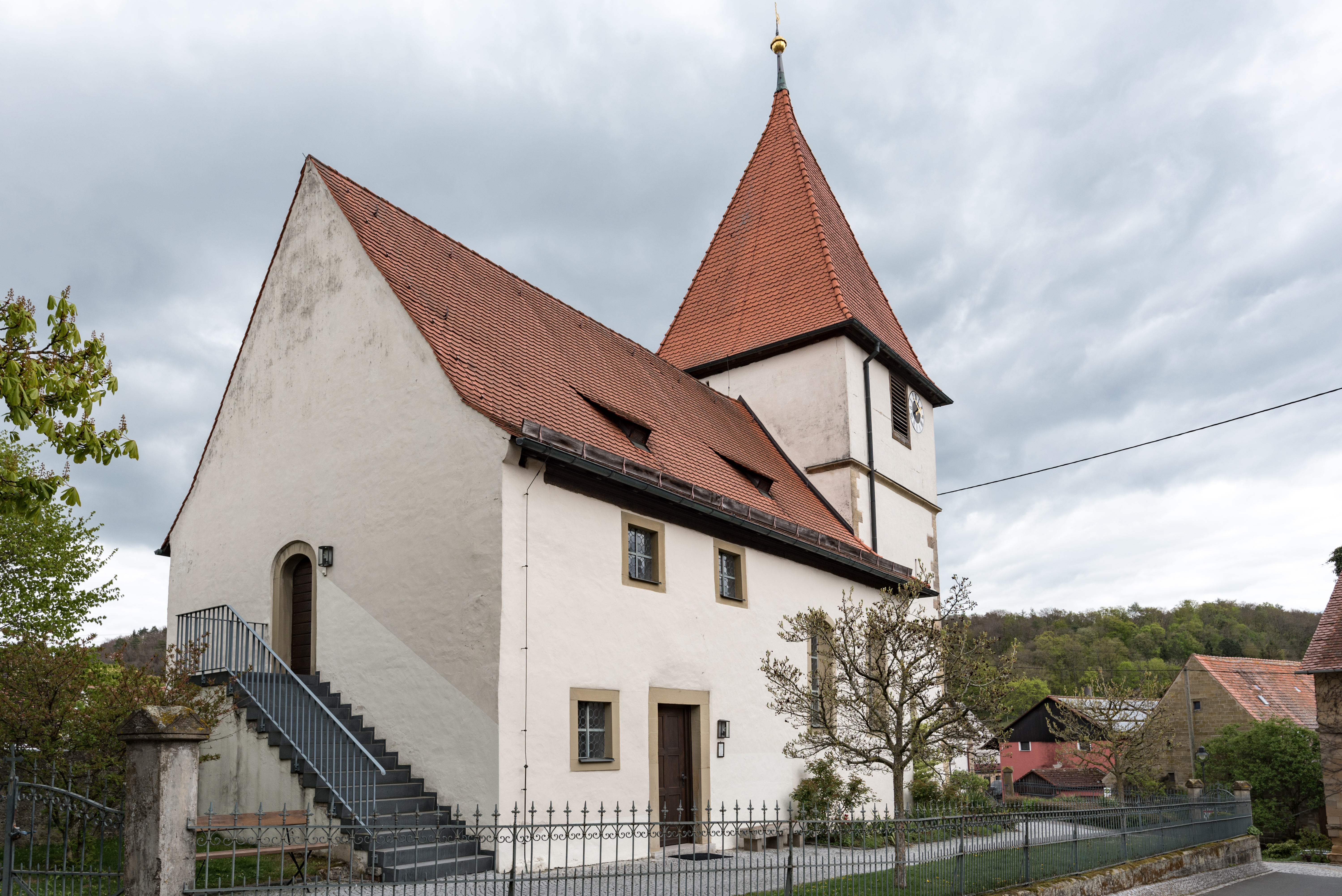
St. Sixtus (Stierhöfstetten)

Die denkmalgeschützte, evangelisch-lutherische Pfarrkirche St. Sixtus steht in Stierhöfstetten, einem Gemeindeteil des  Marktes Oberscheinfeld im Landkreis Neustadt an der Aisch-Bad Windsheim (Mittelfranken, Bayern). Die Kirche ist unter der Denkmalnummer D-5-75-157-56 als Baudenkmal in der Bayerischen Denkmalliste eingetragen. Die Kirche gehört zur Pfarrei Hellmitzheim im Dekanat Markt Einersheim im Kirchenkreis Ansbach-Würzburg der Evangelisch-Lutherischen Kirche in Bayern.

## Beschreibung
Die beiden unteren Geschosse des Chorturms, die mit Ecksteinen versehen sind, stammen aus dem 14./15. Jahrhundert. Er wurde 1582 um ein drittes Geschoss aufgestockt, das die Turmuhr und den Glockenstuhl beherbergt, und mit einem Pyramidendach bedeckt. An den Chorturm wurde zur selben Zeit das Langhaus nach Westen angebaut, das mit einem Satteldach bedeckt wurde. Der Innenraum des Chors, d. h. das Erdgeschoss des Chorturms, ist mit einem Kreuzrippengewölbe überspannt, der des Langhauses, in dem sich umlaufende Emporen befinden, mit einer Flachdecke. Im Chor befinden sich Überreste von Fresken aus der 2. Hälfte des 15. Jahrhunderts. Zur Kirchenausstattung gehören ein spätgotischer Flügelaltar, die 1599 aufgestellte Kanzel und das Taufbecken. Die Orgel mit 11 Registern, auf zwei Manualen und Pedal wurde 2004 von der Hey Orgelbau errichtet.